# Alejandro Córdova Herrera
José Alejandro Córdova Herrera (Ciudad de Guatemala, 25 de noviembre de 1969) es un abogado, notario y funcionario guatemalteco y procurador de los Derechos Humanos de Guatemala desde el 20 de agosto de 2022.

## Biografía
Nació en la ciudad de Guatemala el 25 de noviembre de 1969.
Estudió en la Facultad de Ciencias Jurídicas y Sociales de la Universidad de San Carlos de Guatemala donde se graduó de licenciado en Ciencias Jurídicas y Sociales, abogado y notario en 1999. Posteriormente estudió maestría y doctorado en la misma universidad.

## Trayectoria pública
José Alejandro Córdova Herrera, fue electo como Procurador de los Derechos Humanos de Guatemala para un periodo de cinco años, los cuales iniciaron el 20 de agosto del año 2022.
En abril de 2023, durante la segunda sesión extraordinaria de la Asamblea General de la Red de Instituciones Nacionales para la Promoción y Protección de los Derechos Humanos del Continente (RINDHCA), fue electo como representante de Centro América del Comité de Coordinación.
Previamente ocupó el cargo de Magistrado Titular de la Sala Cuarta de Apelaciones del Ramo Penal en el Organismo Judicial de Guatemala, donde también fungió como Magistrado Titular de la Sala Primera de la Corte de Apelaciones del Ramo de Familia.
Como Procurador de los Derechos Humanos actúa en calidad de Comisionado del Congreso de la República de Guatemala y está facultado para supervisar la administración pública en materia de aplicación y cumplimiento de los Derechos Humanos.
Es preciso hacer mención que una de las prioridades de su Plan de Trabajo, es la gestión pública que coloque a la persona víctima de violación de sus Derechos Humanos en el centro de la atención; asimismo, tomar en cuenta las necesidades y demandas de todos los habitantes del país.
En el ámbito de los Derechos Humanos, desarrolló su experiencia como jefe de la Unidad de Investigaciones de la Institución del Procurador de los Derechos Humanos; además, fue Asesor del Despacho de Derechos Humanos de la   Dirección General del Sistema Penitenciario.
Durante 23 años de ejercicio profesional, también se desempeñó como Jefe de Relaciones Internacionales Migratorias en la Dirección General de Migración; Asesor de Magistratura en la Corte de Constitucionalidad; y, ejerció la abogacía del Estado en el área civil de la Procuraduría General de la Nación.
Entre el periodo comprendido de 2013 al 2021 se desempeñó en el área de docencia como catedrático en diversas materias y examinador de privados de tesis de maestrías y doctorados en la Facultad de Ciencias Jurídicas y Sociales de la Universidad de San Carlos de Guatemala; también, fue docente de maestría, tutor de tesis de maestría y ha formado parte de terna examinadora del programa de equivalencias integrales en la Facultad de Ciencias Jurídicas y de la Justicia de la Universidad Panamericana.
Obtuvo el Doctorado en Derecho en la Universidad de San Carlos de Guatemala; además, el Doctorado en Derecho Constitucional por la Universidad Mariano Gálvez de Guatemala y es maestro en Derecho Mercantil, título que le fue otorgado por la Universidad de San Carlos de Guatemala.
También ha participado en diversos eventos académicos en el ámbito nacional e internacional.